# إيزلي
إيزلي (كارولاينا الجنوبية) (بالإنجليزية: Isle of Palms, South Carolina)‏ هي مدينة تقع في الولايات المتحدة في مقاطعة تشارلستون.  يقدر عدد سكانها بـ 4,133 نسمة ومساحتها 14.4 كم2  وترتفع عن سطح البحر 1 متر.

## التركيبة السكانية
حدّد مكتب تعداد الولايات المتحدة بيانات التركيبة السكانية لإيزلي في تعداد الولايات المتحدة. في ما يلي، التركيبة السكانية حسب تعدادي 2000 و2010.

### تعداد عام 2000
بلغ عدد سكان إيزلي 4,583 نسمة بحسب تعداد عام 2000، وبلغ عدد الأسر 1,942 أسرة وعدد العائلات 1,383 عائلة مقيمة في المدينة. في حين سجلت الكثافة السكانية 325.5 نسمة لكل كيلومتر مربع (843.0/ميل2). وبلغ عدد الوحدات السكنية 3,881 وحدة بمتوسط كثافة قدره 275.6 لكل كيلومتر مربع (713.8/ميل2).
وتوزع التركيب العرقي للمدينة بنسبة 98.23% من البيض و0.35% من الأمريكيين الأفارقة و0.15% من الأمريكيين الأصليين و0.52% من الأمريكيين ذوي الأصول الآسيوية و0.02% من سكان جزر المحيط الهادئ و0.13% من الأعراق الأخرى و0.59% من عرقين مختلطين أو أكثر و1.20% من الهسبانيون أو اللاتينيون من أي عرق.
بلغ عدد الأسر 1,942 أسرة كانت نسبة 26% منها لديها أطفال تحت سن الثامنة عشر تعيش معهم، وبلغت نسبة الأزواج القاطنين مع بعضهم البعض 62.4% من أصل المجموع الكلي للأسر، ونسبة 6.4% من الأسر كان لديها معيلات من الإناث دون وجود شريك،  بينما كانت نسبة 2.5% من الأسر لديها معيلون من الذكور دون وجود شريكة وكانت نسبة 28.8% من غير العائلات. تألفت نسبة 20.9% من أصل جميع الأسر من عدة أفراد يعيشون في نفس المنزل ونسبة 7.5% كانت تتألف من شخص يعيش بمفرده يبلغ من العمر 65 عاماً أو أكثر. وبلغ متوسط حجم الأسرة المعيشية 2.36، أما متوسط حجم العائلات فبلغ 2.72.
بلغ العمر الوسطي للسكان 44.9 عاماً. وكانت نسبة 19% من القاطنين تحت سن الثامنة عشر، وكانت نسبة 5.3% بين الثامنة عشر والرابعة والعشرين عاماً، ونسبة 25.8% كانت واقعةً في الفئة العمرية ما بين الخامسة والعشرين والرابعة والأربعين عاماً، ونسبة 34.7% كانت ما بين الخامسة والأربعين والرابعة والستين، ونسبة 15.2% كانت ضمن فئة الخامسة والستين عاماً فما فوق. يوجد لكل 100 أنثى 98.2 ذكر، ويوجد لكل 100 أنثى في الثامنة عشر من عمرها فما فوق 94.0 ذكر.
بلغ متوسط دخل الأسرة في المدينة 76,170 دولارًا، أما متوسط دخل العائلة فبلغ 88,874 دولارًا. وكان متوسط دخل الذكور 60,640 دولارًا مقابل 37,500 دولارًا للإناث. وسجل دخل الفرد الخاص بالمدينة 44,221 دولارًا. وكانت نسبة 1.7% من العائلات ونسبة 3.4% من السكان تحت خط الفقر، وكان من هؤلاء نسبة 4.3% تحت سن الثامنة عشر ونسبة 1% في الخامسة والستين من العمر وما فوق.

### تعداد عام 2010
بلغ عدد سكان إيزلي 4,133 نسمة بحسب تعداد عام 2010، وبلغ عدد الأسر 1,828 أسرة وعدد العائلات 1,281 عائلة مقيمة في المدينة. في حين سجلت الكثافة السكانية 293.5 نسمة لكل كيلومتر مربع (760.2/ميل2). وبلغ عدد الوحدات السكنية 4,274 وحدة بمتوسط كثافة قدره 303.6 لكل كيلومتر مربع (786.3/ميل2).
وتوزع التركيب العرقي للمدينة بنسبة 97.65% من البيض و0.56% من الأمريكيين الأفارقة و0.15% من الأمريكيين الأصليين و0.75% من الأمريكيين ذوي الأصول الآسيوية و0.17% من الأعراق الأخرى و0.73% من عرقين مختلطين أو أكثر و1.06% من الهسبانيون أو اللاتينيون من أي عرق.
بلغ عدد الأسر 1,828 أسرة كانت نسبة 21.5% منها لديها أطفال تحت سن الثامنة عشر تعيش معهم، وبلغت نسبة الأزواج القاطنين مع بعضهم البعض 62.1% من أصل المجموع الكلي للأسر، ونسبة 4.7% من الأسر كان لديها معيلات من الإناث دون وجود شريك،  بينما كانت نسبة 3.2% من الأسر لديها معيلون من الذكور دون وجود شريكة وكانت نسبة 29.9% من غير العائلات. تألفت نسبة 23.9% من أصل جميع الأسر من عدة أفراد يعيشون في نفس المنزل ونسبة 9.2% كانت تتألف من شخص يعيش بمفرده يبلغ من العمر 65 عاماً أو أكثر. وبلغ متوسط حجم الأسرة المعيشية 2.26، أما متوسط حجم العائلات فبلغ 2.66.
بلغ العمر الوسطي للسكان 52.6 عاماً. وكانت نسبة 17% من القاطنين تحت سن الثامنة عشر، وكانت نسبة 4.7% بين الثامنة عشر والرابعة والعشرين عاماً، ونسبة 16.1% كانت واقعةً في الفئة العمرية ما بين الخامسة والعشرين والرابعة والأربعين عاماً، ونسبة 39.5% كانت ما بين الخامسة والأربعين والرابعة والستين، ونسبة 22.6% كانت ضمن فئة الخامسة والستين عاماً فما فوق. وتوزع التركيب الجنسي للسكان بنسبة 49.5% ذكور و50.5% إناث.

## أعلام
- ويل هدسون
- آشلي تايلور